# Csemegi Károly
Csemegi Károly, születési nevén Nasch Károly (Csongrád, 1826. május 3. – Budapest, 1899. március 18.) magyar jogász, kúriai tanácselnök, a magyar büntetőjog-tudomány legkiemelkedőbb alakja, a Csemegi-kódex névadója.
Kiemelkedő munkát végzett a magyarországi jogélet reformjában és fejlődésében. Ő dolgozta ki az igazságügyi szervezeti törvények tervezeteit (1869. évi IV. törvénycikk a bírói hatalomról, 1871. évi törvénycikk az ügyészségi szervezetről), amelynek alapján a bírói hatalom elkülönült a közigazgatástól. 1874-ben az ügyvédi rendtartásról szóló törvény kodifikációs munkálatait is ő végezte. Ő készítette el továbbá a liberális felfogást tükröző büntetőtörvénykönyvek tervezeteit (1878. évi V. törvénycikk és 1879. évi XL. törvénycikk), amelyeket a haladó polgári eszmék szellemében alkotott meg.
Nemcsak kodifikátori, de bírói és szakírói tevékenységet is folytatott – ennek révén hosszan tartó és jelentős hatást gyakorolt a magyar büntetőjog fejlődésére.
A börtönügy területén is elmélyült ismeretekkel rendelkezett. Amellett, hogy a lehető legkorszerűbb börtönrendszert akarta meghonosítani, célul tűzte ki, hogy az egyúttal büntetéstanilag is a legtökéletesebb legyen; olyan ráadásul, amely maradéktalanul megfelel a hazai viszonyoknak.

## Ifjúsága
Csongrádon született 1826 tavaszán Nasch Károly néven zsidó származású családban. Apja Nasch József Károly falusi kereskedő volt. Öccse Csemegi Ignác a katonai pályát választotta. Az apa korábbi éveiben Párizsban bankárként is dolgozott, így annak ellenére, hogy Csemegi szülőfalujában végezte az elemi iskolát, apjától franciául, anyjától németül is tudott tanulni. Később, tanulmányai előrehaladtával görögül és latinul is megtanult. A gimnázium első két osztályát 1834 és 1836 között a pesti piaristáknál végezte, majd apja 1836-ban a szegedi katonai reáliskolába íratta. 1838-tól az ottani piarista gimnáziumban folytatta tanulmányait, majd az utolsó gimnáziumi osztályt (poetica) 1840/1841-ben a kecskeméti piarista gimnáziumban végezte.
Jogi tanulmányait Pesten végezte. Korányi Frigyessel, Funták Sándorral és Gajzágó Salamonnal létrehozták az Egyetemi Magyar Társulatot. Sajnálatos módon, még tekintélyes pártfogójuk segítségével Toldy Ferenc professzorral oldalukon se sikerült az alapszabályt elfogadtatni a Helytartótanáccsal. E társaság hazafias hangulata is közrejátszhatott abban, hogy nevét 1845-ben Naschról Csemegire magyarosította.

## Ügyvédként és katonaként
1846-ban letette az ügyvédi vizsgát, majd rövid praxisa után Torontál vármegye választott aljegyzője és követ-írnoka az utolsó rendi országgyűlésen (1847). Versei is megjelentek az Életképekben és a Pesti Divatlapban. Megyei tudósításokat írt a(z első) Pesti Hírlapba és Amerika felfedezéséről publikált a Honleányok Könyvében (1847).
A szabadságharcban Batthyány Kázmér gróf megbízásából az 1849-es bácskai és bánáti hadjáratban, őrnagyként egy gyalogsági zászlóalj és egy lovasszázad parancsnokaként vett részt. Lugosnál tette le a fegyvert. A fegyverletétel után elfogták és az aradi kaszárnyában, majd a temesvári várban raboskodott. Várfogsága idejét is kihasználta: angolul tanult.
A haditörvényszék besorozásra ítélte, és a budai Nádor-kaszárnyában fél évig közlegény volt, majd szabadon engedték. Ezután Aradra ment és ügyvédként működött.

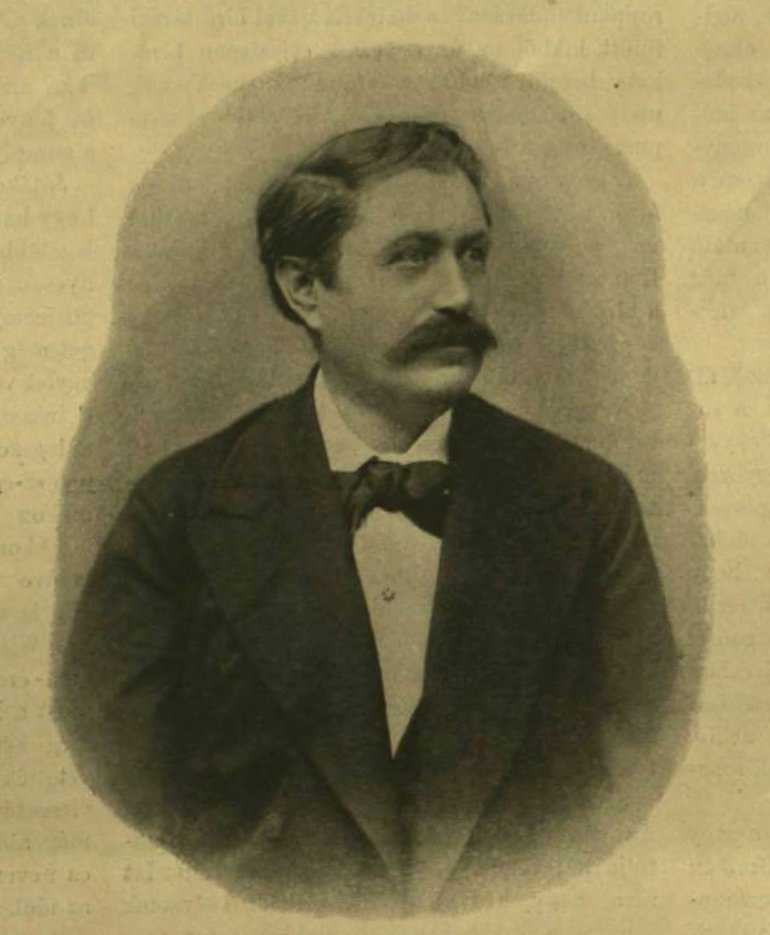
Az 1870-es években

Hazafias érzelmei miatt ügyvédi praxisát azonban időlegesen – rendőri ellenőrzés mellett – egy kis, román többségű faluban, Butyinban (Temesbökényben) folytathatta csak, 1859-ig.
Magánélete viszont időközben rendeződött. 1854-ben feleségül vette Fischer Franciskát. Egy fiuk született, Ákos, aki azonban fiatalon, 17 esztendősen elhunyt.

## Közigazgatási karrierje
Csemegi az 1850-es évek végétől kezdve a közigazgatásban tevékenykedett. Minthogy szakmai röpiratai, továbbá a Pompéry János szerkesztette Magyarország című napilapban, az Alföldben, a Pesti Naplóban és a Törvényszéki Csarnokban megjelent publikációi széles körben ismertté tették a nevét, karrierje mind feljebb és feljebb ívelt. A kiegyezés után Horváth Boldizsár igazságügyi miniszter titkárnak és tiszteletbeli osztálytanácsosnak hívta, majd nevezte ki a tárcánál. A későbbiekben miniszteri osztálytanácsos, majd államtitkár lett. Pozícióját további két igazságügyi miniszter és összesen hat miniszterelnök (köztük Andrássy Gyula és Tisza István) alatt is megőrizte.
1872 és 1878 között a pécskai kerület országgyűlési képviselője volt.

## Kodifikátorként

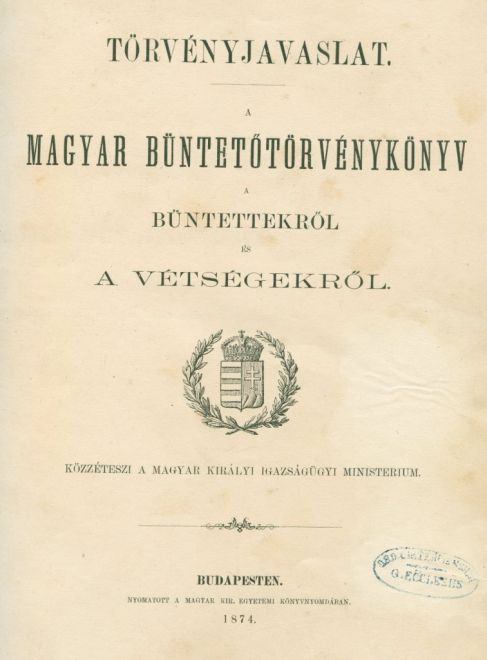
A Csemegi-kódex

A jogalkotásban azt az elvet vallotta, hogy az igazi kodifikációs munka – hasonlóan a nagy művészeti alkotásokhoz – egyszemélyes, egyedüli teljesítmény és felelősség. Ennek megfelelően Csemegi semmilyen munkáját nem osztotta meg másokkal, mindent egyedül dolgozott ki és kodifikált.
Életének fő művén öt éven át munkálkodott: ez volt az 1878. évi V. törvénycikk-ként elfogadott javaslat a Büntető törvénykönyvről, amelyet későbbiekben a jogásztársadalom egyszerűen csak Csemegi-kódexként ismert. A törvénykönyvhöz írt nagyszabású indokolás maradandó tudományos és irodalmi értékű alkotás; a honi jogtudományi szakirodalom egyik legkiválóbb szellemi termékének számít.
A magyar jogtudomány már a kodifikációt évekkel megelőzően készen állt egy büntető törvénykönyv megalkotására, és a kódex előtt is születtek a témában kiemelkedő fontosságú művek. 1819-ben Vuchetich Mátyás kiadta korszerű művét „Insitutiones iuris criminalis hungarici” címen, amely az európai jogtudomány eszméit ismertette, majd 1834-ben megjelent Cesare Beccaria „A bűnökről és büntetésükről” című műve. A kérdés a politika világában is nagy teret nyert magának, így Széchenyi István a jogegyenlőség mellett szállt síkra, míg Kossuth Lajos a Pesti Hírlapban közölt cikksorozatot a büntetőjog korszerűsítése érdekében. Szalay László ugyanitt publikált a kodifikációt és a büntetőjog legfontosabb elméleti kérdéseit tárgyaló szakcikkeket. Fontos még itt megemlíteni Pauler Tivadar „Büntetőjogtan” című tankönyvét, amelynek jelentősége 1861 után nőtt meg, amikor az Osztrák Polgári Törvénykönyv helyett a magyar szokásjog alkalmazásához tértek vissza, és szinte kódexként használták a művet. A kiegyezést követő években nőtt meg az igény egy büntetőjogi törvénykönyv megalkotására. Kezdetben az 1843-as büntetőtörvénykönyv-javaslat alapján kívánták ezt végrehajtani, és a kódex bírálóinak nagy része az 1843-as tervezet pártolói közül került ki. Azonban az igazságügy-minisztérium Csemegit (aradi ügyvédként) bízta meg 1871-ben egy új tervezet megalkotásával. A javaslat elkészítése két évig tartott, majd újabb két évig ennek átdolgozása, így végül 1875-ben került a parlament elé, ahol másfél éves vita után fogadták el.
A Csemegi-kódex az első magyar nyelvű büntetőtörvénykönyv volt Magyarország történelmében, amelynek általános része 1951-ig, különös része pedig 1962-ig volt érvényben.
A kódex két részre, egy 9 fejezetből álló általános és egy 43 fejezetből álló különös részre oszlik, és összesen 486 paragrafusból áll. A bűncselekményeket súlyuk szerint bűntettekre, vétségekre és kihágásokra osztja fel, megteremtve ezzel az első trichotom rendszerű büntető törvénykönyvet és deklarálja a nullum crimen sine lege és nulla poena sine lege alapelveket, kimondva, hogy „bűntettet és vétséget csak azon cselekmény képez, melyet a törvény annak nyilvánít. Bűntett vagy vétség miatt senki sem büntethető más büntetéssel, mint amelyet arra elkövetése előtt a törvény megállapított.”
A törvénykönyv ezen kívül elhatárolja a kísérletet a befejezett bűncselekményektől, és csak a törvényben foglalt esetekben, enyhébb büntetéssel rendeli azt büntetni. Ismeri még ezen kívül a részességet és a bűnsegélyt, valamint meghatározza a beszámítás intézményét és a büntetést enyhítő vagy kizáró okokat.
A büntetések skálája súlyosság szerint pénzbüntetéstől halálbüntetésig terjedt, és ezen kívül megjelennek a mellékbüntetések mint például a hivatalvesztés vagy politikai jogok ideiglenes felfüggesztése.
Komoly kritika érte a kódexet büntetési rendszerének bonyolultsága miatt, a mellékbüntetéseket a megfelelő rendszer nélküli, gyakran helytelen alkalmazása miatt. A fegyházbüntetés minimumát túl magasnak tartották, míg más büntetések esetén túl alacsonynak. Hibájaként említik azt, hogy a fiatalkorúakra és a visszaeső bűnelkövetőkre nem rótt ki megfelelő büntetéseket. A törvény készítése alatt érvényesülő jogdogmatikai irányzat miatt bizonyos részei nem voltak kellően életszerűek. A büntetőjog ekkori gyors fejlődése tíz éven belül a törvény felülvizsgálatának felvetéséhez vezetett el. Ám előnyeit bírálói is elismerték, ilyen volt például a részletes indoklás, amely néhol monografikus mélységekig fejtette ki a büntetőjogi tanokat. Fontos erénye volt még a fogalmak precíz jogi meghatározása, és a feudális büntetőjogi rendszerrel való szakítása is. Ezen kívül nem volt túlságosan szigorú sem, hiszen az enyhítő körülmények mérlegelése terén széles lehetőségeket adott a bíróknak a büntetés enyhítésére.

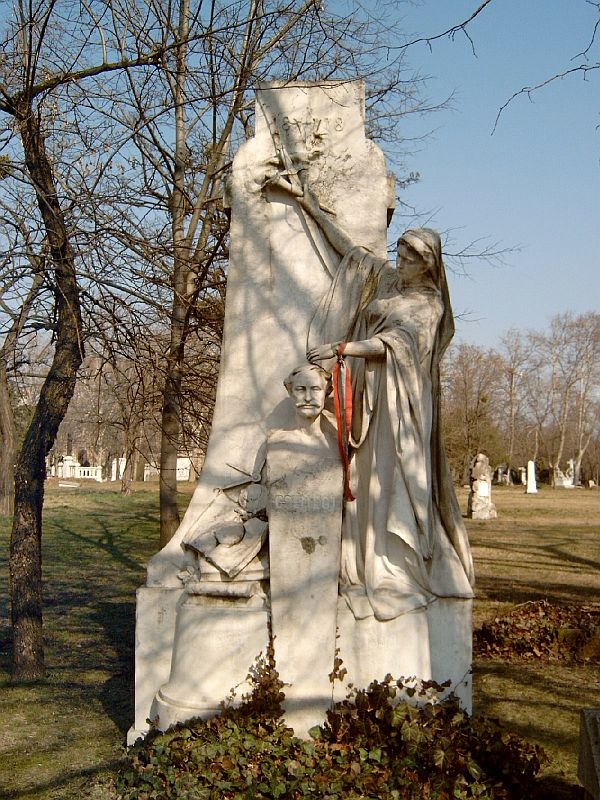
Csemegi Károly sírja Budapesten. Kerepesi temető: 28-ds.-1. Donáth Gyula alkotása

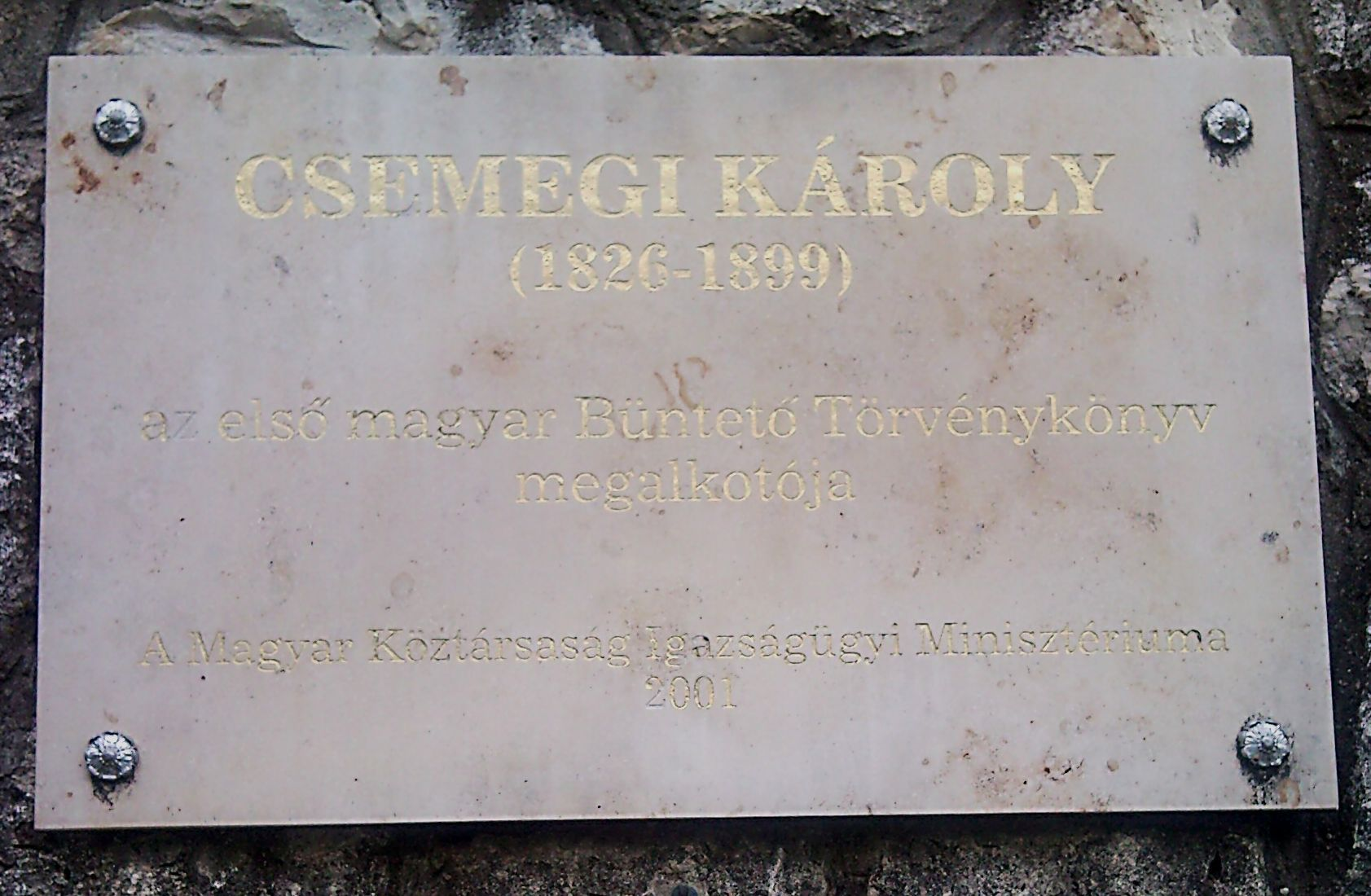
Emléktábla a róla elnevezett utca elején

Az 1875-ben elkészült törvényt ért kritikákat nehezen viselte. Ezért azt követően, hogy a Büntető Törvénykönyv hatályba lépett, közigazgatási karrierjét feladta és tanácselnökként dolgozott a Kúrián, ahol egészen 1893-as nyugdíjazásáig (amit maga kért) tevékenykedett.

## Kúriai tanácselnökként
Kúriai tanácselnökként (1879-1893) korszerű eljárásjogi elveket (mint például a vádelv, a védelem elve, a kétoldalú meghallgatás, a szóbeliség elve) érvényesített az akkor még nem kodifikált eljárásjogi gyakorlatban.

## A Magyar Jogászegyletben végzett tevékenysége
Nevéhez fűződik még a Magyar Jogász Egylet létrejötte, melyet az ő kezdeményezésére hívtak össze 1878-ban, elnökévé is választották, majd egészségének romlásával, 1898-ban örökös elnökké tették meg.

## Ellentmondásos személyisége
Bár tudományos felkészültsége és nyelvtudása rendkívüli és a nemzetközi szakirodalomban való jártassága is kiemelkedő volt, Csemegi nem volt a jogásztársadalom népszerű alakja. Ahogy Mikszáth Kálmán írta: szeszélyes, mint egy asszony, goromba és gúnyolódó és dölyfös, de mikor a tanácsban elnököl, olyan mint Jupiter, igazságos, kérlelhetetlen és zordon.
Összeférhetetlennek tartott természetével és nem éppen kellemes modorával magyarázhatók az őt ért, szakmai és tudományos karrierjét megakasztó csalódásai: noha 1875-ben a megüresedett igazságügyi tárca, betöltésekor még jelöltként sem merült fel a  neve, 1893-ban nem őt nevezték ki a Kúria másodelnökévé, jóllehet munkássága és rangja alapján ez lett volna a kézenfekvő.
Nagy csalódásként élte meg, hogy annak ellenére, hogy többször is ajánlották levelező, illetőleg tiszteletbeli tagnak, a Magyar Tudományos Akadémia nem választotta a tagjai közé.
Említést kell tenni arról, hogy kiváló szónoki képességei is hozzájárultak ahhoz, hogy álláspontja helyességéről meg tudjon győzni másokat. (Fő műve: a Btk. tervezetét az országgyűlés 1875-től 1878-ig tárgyalta, ennek során Csemegi 101 beszédet mondott.) Szabatos volt a stílusa. Gondolatfűzései ma már ünnepélyesen körülményesnek hatnak, de ugyanakkor választékosak és élvezetesek. „Öröm volt őt hallgatni – írja az egyik méltatója –, szép folyékony előadása, judíciumának mélysége, logikájának gránitkeménysége,  ruganyos elméjének szétbontó és egybekapcsoló ereje csodálatos harmóniában érvényesült.”

## Szabadkőműves pályafutása
Csemegi Károly 1872. március 6-án jelentkezett a Magyarország Nagy-Oriense keretei között frissen megalakult skót rítusú Hungária páholyba, ahová április 12-én fel is vették. A legény fokot 1874. május 6-án, a mester fokot ugyanazon év október 4-én érte el. Csemegi mint jogász, részt vett a páholy belső törvénykezési munkáiban – bár egy ízben igazolatlan kimaradása miatt 5 forint bírságot fizetett. Az 1870-es évek közepén zajló vitában – hogy tartalékos, illetve aktív katonatisztek lehetnek-e szabadkőművesek? – jogi érvekkel támasztotta alá álláspontját. 1886. december 3-án tagdíj nem fizetés miatt törölték a páholy tagjainak sorából.

## Halála
1899 tavaszán, csaknem hetvenhárom esztendős korában, influenzából kialakult tüdőgyulladás és orbánc miatt vesztette életét.

## Elismerései
- 1882-ben a király valóságos belső titkos tanácsosa címmel tüntették ki.
- a király kitüntette a Szent István-rend középkeresztjével és Perczel Béla igazságügyi miniszter 6000 forint jutalmat adott neki – de ez utóbbit felháborodottan alamizsnának nevezte és átvételét visszautasította.
- 1889-ben az akkor alakuló Nemzetközi Büntetőjogi Egyesület tagjává választotta.
- 1896-ban a Budapesti Tudományegyetem díszdoktorává választotta és avatta. A kolozsvári egyetemnek is a díszdoktora lett.

## Emlékezete

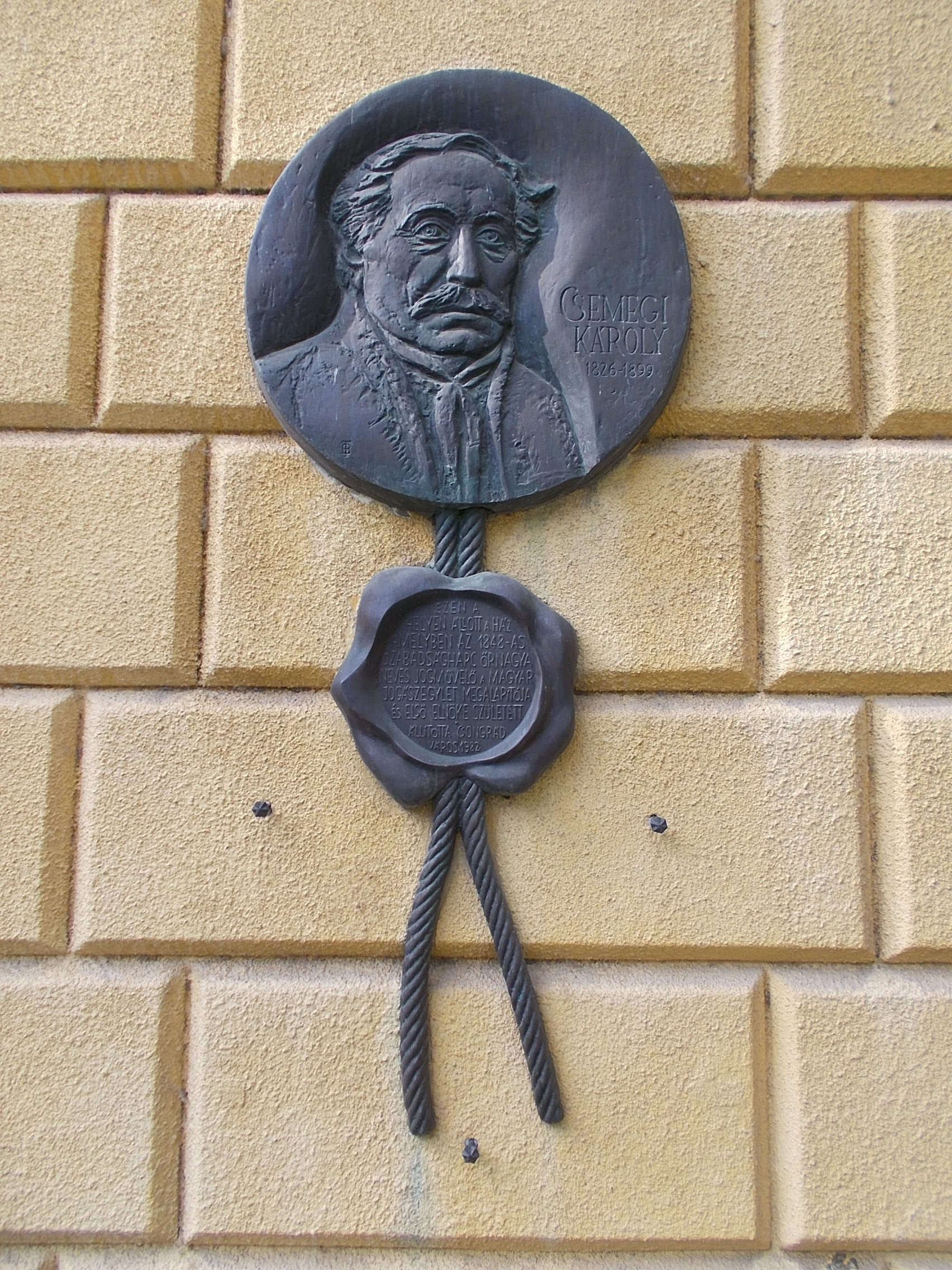
A Csemegi Károlyról készült dombormű szülővárosában, Csongrádban

Budán, a Kissvábhegyen van a róla elnevezett Csemegi utca.
Csongrádon a város nagy szülöttéről, Csemegi Károlyról nevezték el a könyvtárat. (Ez annál inkább helyes döntés volt, mert Csemegi hatalmas, nagy értékű könyvtárat hozott létre. Ez volt az egyetlen szenvedélye. Amikor felesége 1906-ban meghalt, a hűséges társra emlékező Esti Újságban ezt lehetett olvasni: "Csemeginének kellett gondoskodni a megélhetésről, mert bizony könnyen megeshetett volna, hogy Csemegi egész hónapi fizetésén könyveket vásárolt volna.")
Csongrádon utca is viseli Csemegi Károly nevét. Szülőházának helyén pedig 1982-ben domborművet helyeztek el. (Tóth Béla alkotását.)

## Róla mondták
Eötvös Károly is mint megosztó személyiségről emlékezett meg róla:
„Itthon mindig szidott bennünket. Bírót, ügyvédet, jogtanárt, törvénykészítőt egyaránt. De amikor külföldi notabilitásokkal találkozott, azok előtt a magyar jogélet férfiait a világ első jogászai gyanánt mutatta föl. S aki a magyar jogászt ócsárolni merte, annak úgy ment neki, mint az oroszlán.”
Mikszáth Kálmán írásából megtudhatjuk, milyen óriási tekintélynek örvendett Csemegi a jogásztársai között:
"A Redout előtti kioszkban az egyik nagy kerek márványasztalnál évek hosszú sora óta egy ugyanazon társaság kávézott a délutáni órákban. Nevesebb ügyvédek, egyetemi professzorok, kúriai bírák, képviselők gyűltek oda naponkint, mint mézre a darazsak. Szürke lateiner alakok voltak, a kik jogi dolgokról vagy a napi élet fölvetődő kérdéseiről vitatkoztak, de akár milyen heves volt is a disputa, egyszerre megnémultak, mikor közöttük a legigénytelenebb közbeszólt, egy vézna, borotvált állú, vörhenyes hajú és bajuszú öreg úr, kinek kerek feje gőgösen hátravetve csak egy kicsinyt emelkedett ki, a hova be volt süppedve a kurta nyak miatt a vállapoczkái közül. Ez az öreg úr Csemegi volt. Nem kell kiírni a keresztnevet. Csemegi csak egy volt, se őse nincsen, se utódja."
A legjobban talán Vámbéry Rusztem ragadta meg Csemegi jelentőségét:
"A magyar kulturális fénykornak bátor harcosa minden abszolutisztikus törekvéssel szemben, aki az egyéni szabadság magna chartajával ajándékozta meg nemzetét."

## Főbb munkái
- A jogvesztés elmélete és az államjog (Pest, 1862)
- Fiume igazságügyi bekebelezése Magyarországba
- 1869: IV. tc. a bírói hatalomról
- 1871: XXXIII. tc. az ügyészi szervezetről
- 1871: XXXIV. tc. az ügyvédi rendtartásról
- 1878: V. tc. a büntető törvénykönyvről
- A magyar büntetőtörvénykönyv a bűntettekről és vétségekről (1878: V. t.cz.) és teljes anyaggyűjteménye. A m. kir. igazságügyministerium megbízásából. Lőw Tóbiás (szerk.). Budapest: Pesti Könyvnyomda, 1880. (Csemegi-kódex) 
  - 1. kötet (I. 1. Az 1878:V. t.cz. szövege. – 2. Az összes javaslatok. – 3. A ministeri indokok. – 4. A ministeri értekezlet jegyzőkönyve 1880) 604 p
  - 2. kötet (II. 5. A képviselőház igazságügyi bizottságának jelentései. – 6. A képviselőház tárgyalásai. – 7. A főrendiház bizottságának jelentései. – 8. A főrendiház tárgyalásai 1880  VII,) 920 p
- 1879: XL. tc. a kihágásokról
- Tervezetek a bűnvádi eljárásról (1882 és 1885)
- A magyar bűnvádi eljárás tervezetének indokai (Budapest, 1882) Online
- A magyar bűnvádi eljárás a törvényszékek előtt: a m. kir. igazságügyminiszter megbízásából. Budapest: Franklin, 1882. 80 p.
- Magyar bűnvádi eljárás a törvényszékek előtt (Budapest, 1883)
- Az egyházi holtkéz a magyar törvények szerint (Budapest, 1897) Online
- Összegyűjtött műveit Edvi Illés Károly és Gyomai Zsigmond rendezték sajtó alá: Csemegi Károly művei I-II., Budapest, 1904).

1. kötet  – Közjogi és publicisztikai dolgozatok. Jogászegyleti beszédek XXIII, 446 p.
2. kötet – Anyagi büntetőjog. Bűnvádi eljárás VIII, 504 p.

## Külföldi hatása
Élete nagy művét, a korszakalkotó magyar büntető törvénykönyvet és az ahhoz írt impozáns és lenyűgöző indokolást a francia kormány lefordíttatta és kiadta „Code Pénal Hongrois des Crimes et les Delits” címmel (Párizs, 1885).
Az 1896. május 1-jén szentesített bolgár büntetőkódex, mint azt Konstantin Sztojlov volt bolgár kormányfő nyíltan ki is jelentette, minden ízében hű másolata a Csemegi-kódexnek.
Amikor Giuseppe Zanardelli igazságügy-miniszter 1887-ben az olasz parlament elé terjesztette a büntető törvénykönyv tervezetét, a javaslatot megküldte Csemeginek is. Csemegitől, a »büntetőjog nagyhírű mesterétől«, a javaslat mérvadó vizsgálatát remélte.